# Petrus Regout
Petrus Dominicus Laurentius Regout, né le 23 mars 1801 à Maastricht et mort le 18 février 1878 à Meerssen, est un industriel et homme politique. 

## Biographie
Il fut le frère de Thomas Regout (nl) et le père de Louis Regout mais aussi de Gustave Regout le plus jeune fils.
En 1827 il créa une verrerie, puis une poterie produisant de la faïence commune pour le marché local puis à partir de 1834 copia les faïences fines anglaises, employant vers 1840 des ouvriers et du matériel britanniques; en 1870 ses fils étant devenus co-directeurs la raison sociale devint N.V. Petrus Regout and Co.
Sa marque dite « Koninklijke Sphinx (nl) » utilisa comme logo un sphinx bleu de profil ; le décor « Potiche » d'inspiration chinoise sur des services de table est assez proche des faïences de la manufacture de Delft.

## Mandats et fonctions
- Président et cofondateur du conseil du Railway Aachen-Maastricht : 1845-
- Membre de la Eerste Kamer des États généraux du royaume des Pays-Bas (province de Limbourg) : 1849-1859
- Membre du conseil communal de Maastricht : 1851-1853
- Président de l'Association des industriels hollandais (Vereniging van Nederlandse industriëlen) : 1861-1865

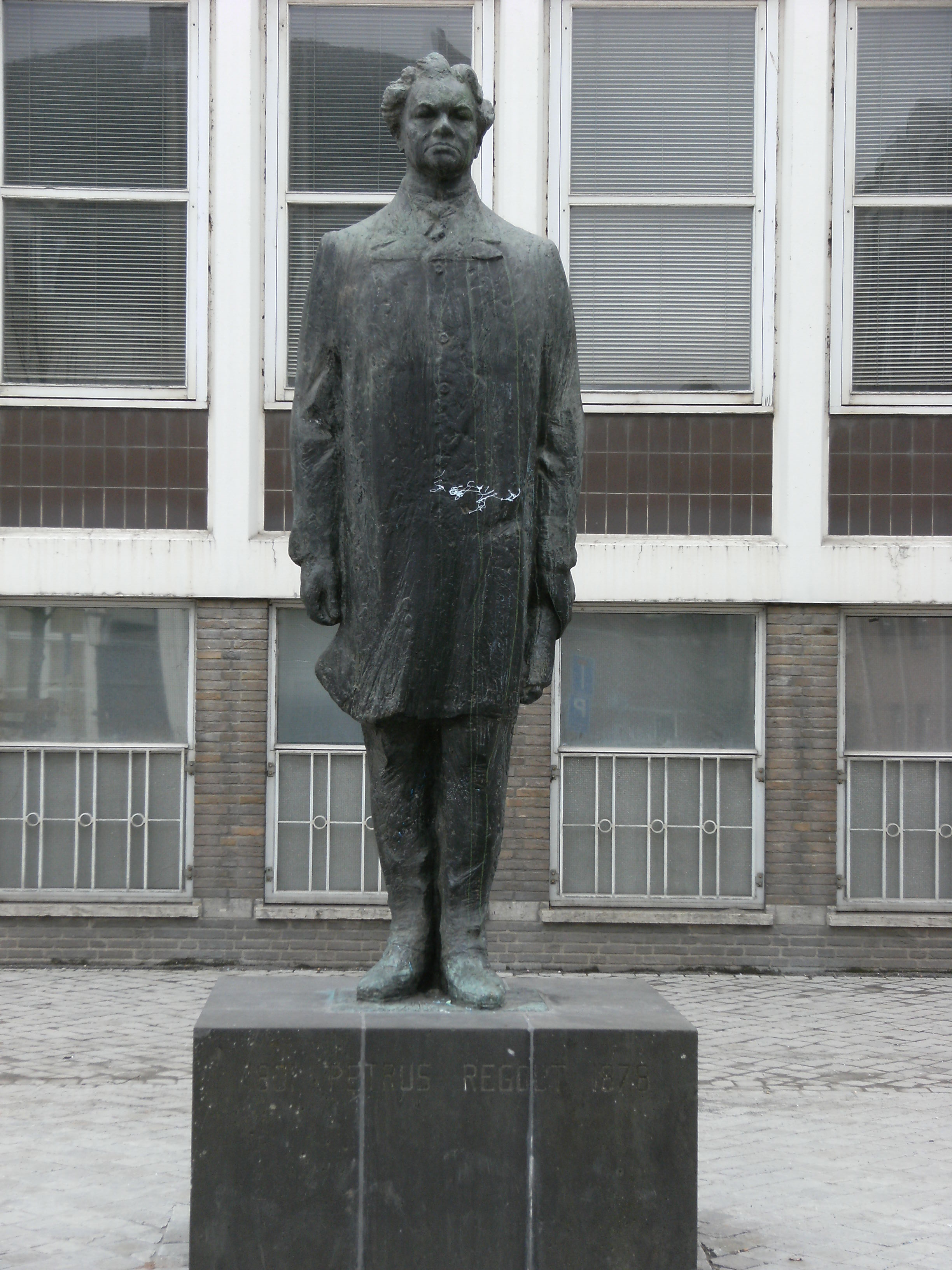
Statut en l'honneur de Petrus Regout (Maastricht).
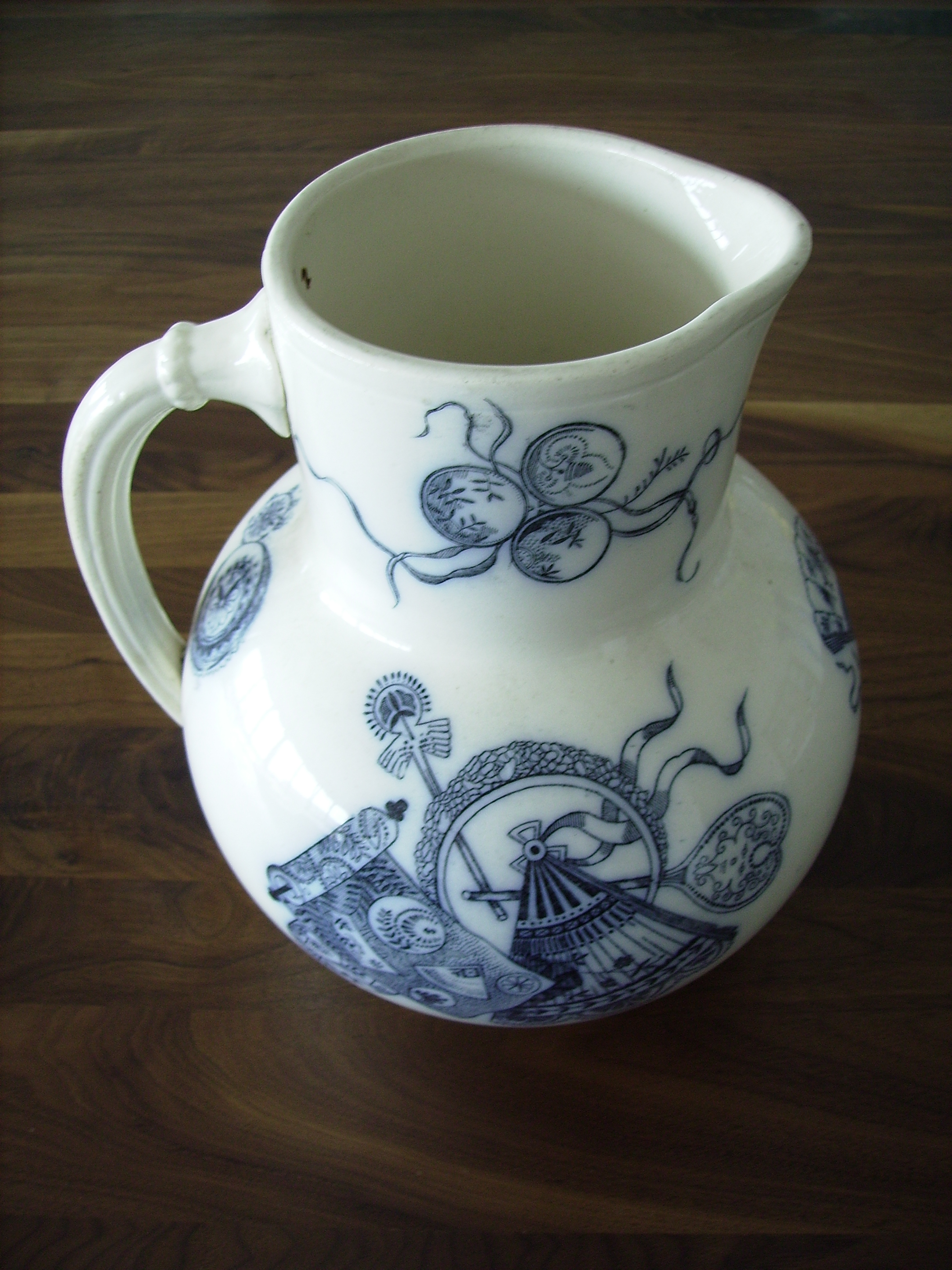
Cruche Petrus Regout & Co. du XIXe siècle.
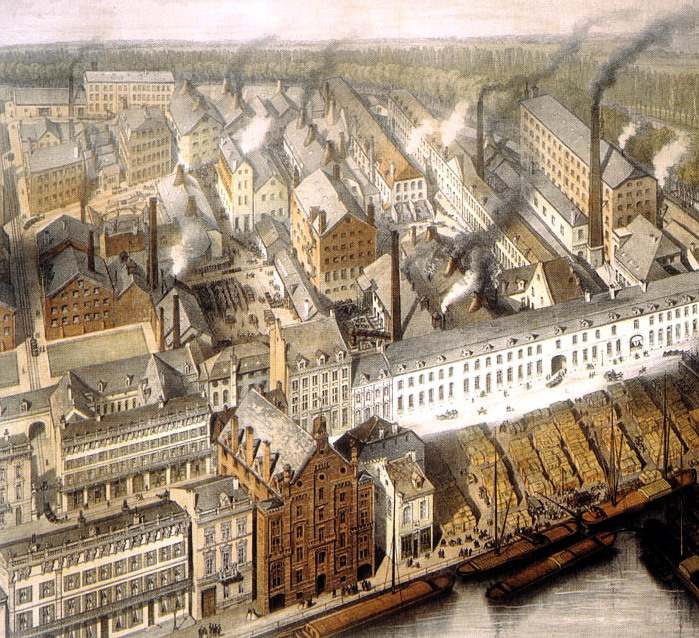
La fabrique Petrus Regout & Co. en 1865.
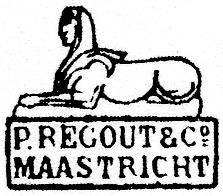
Sceau de la faïencerie Regout.

## Distinctions
- Chevalier de l'ordre du Lion néerlandais